# Kodros

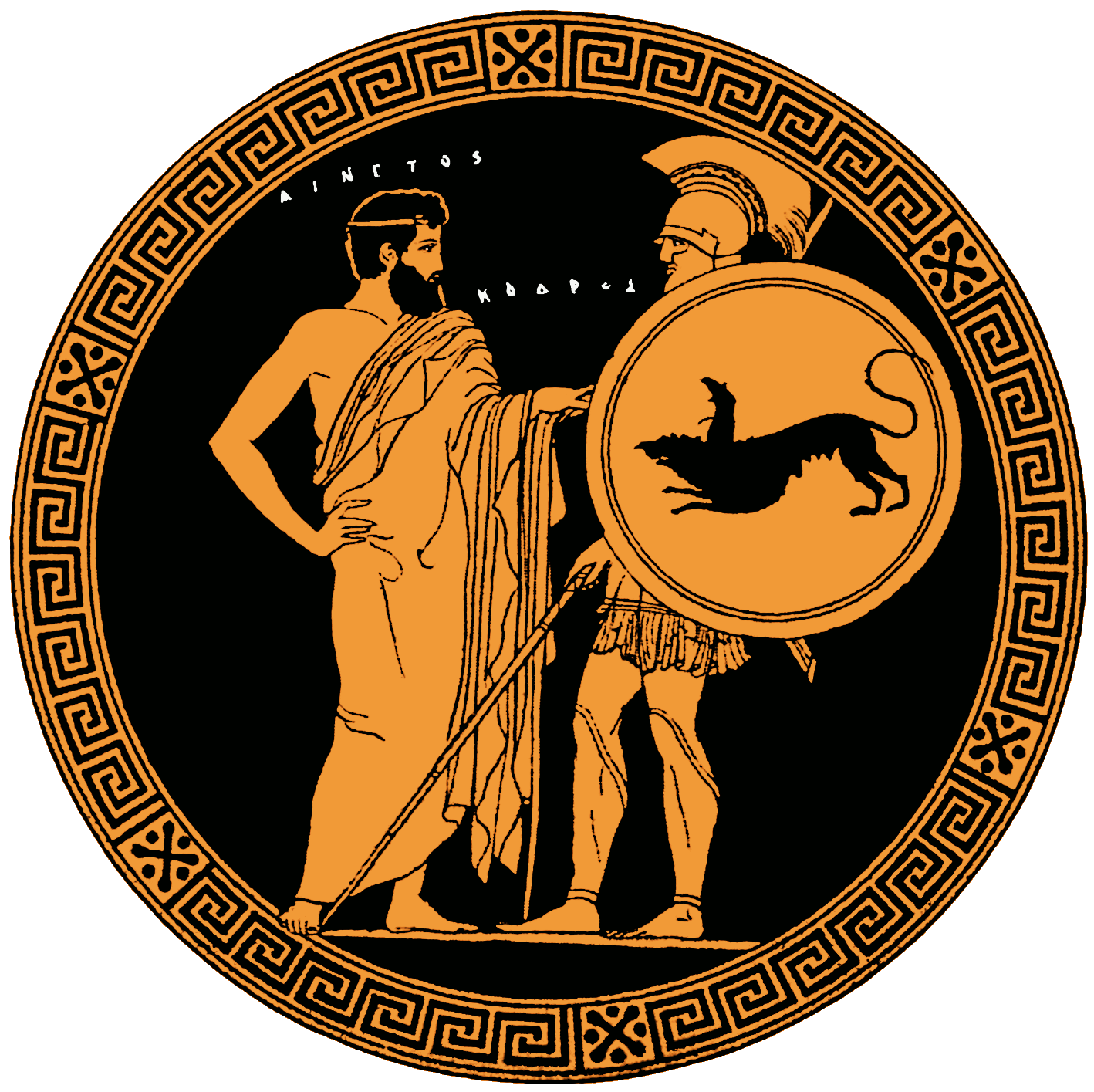
Kodros på en rödfigurig skål

Kodros (grekiska Κόδρος, latin Codrus) var en forntida konung i Aten, son av Melanthos och tillhörande nelidernas ätt, som invandrat från det messeniska Pylos. 
Den attiska sagan förtäljer att, när dorerna (1068 f. Kr., enligt den traditionella tidsberäkningen) gjorde ett infall i Attika,  förespådde oraklet seger åt det folk vars konung skulle dödas av fienden. För att vända denna förutsägelse till sitt folks fördel skall Kodros okänd och förklädd ha begivit sig in i fiendernas läger, där han inledde en ordväxling och blev dödad. Atenarna förklarade därefter, att ingen vore värdig att i egenskap av konung efterträda Kodros, då denne hade frivilligt uppoffrat sig för fäderneslandet; i stället infördes en fri författning med ett arkontsystem. Den förste arkonten blev Kodros son, Medon.
Sannolikt döljer sig bakom denna berättelse blott en av de högadliga (eupatridiska) släkterna genomförd inskränkning av konungamakten.